# Gudiyatham
Gudiyatham (en tamil: குடியாத்தம் ) es una localidad de la India en el distrito de Vellore, estado de Tamil Nadu.

## Geografía
Se encuentra a una altitud de 281 m s. n. m. a 150 km de la capital estatal, Chennai, en la zona horaria UTC +5:30.

## Demografía
Según estimación 2010 contaba con una población de 96 782 habitantes.